# DI:GA 茂木放送協会
DI:GA茂木放送協会（ディーガ・もぎほうそうきょうかい）はTOKYO FMで2008年10月から2016年3月まで放送されていたディスクガレージ提供、茂木淳一（以下茂木）がパーソナリティの冠番組。放送時間は毎週土曜 24:30 - 25:00である。

## 番組の歴史
深夜に「茂木淳一のバーチカル・ドロップ」(25:00 - 29:00)が放送されていて、そのコーナー内でディスクガレージ（略号「DI:GA」）が提供するコーナーがあった。

2007年春改編で番組が終了し、茂木が平日夕方の「WONDERFUL WORLD」（愛称：ワンダホ）に移ると、ディスクガレージもワンダホ内の1コーナーのスポンサーとなる。

2008年秋改編で茂木がワンダホを卒業するとともにディスクガレージもスポンサーを降板。茂木自身が金曜深夜26:00～の30分番組(つまり「茂木放送協会」)を担当する事になり、この番組のスポンサーになった。

2016年3月で放送が終了した。

## 番組内容

### オープニング
茂木の声で「お聞きの放送は『MHK』。国民のための私の放送、『茂木放送協会』です。いいえ、受信料はいりません」と（割り込んで）流れる。

次に、（茂木が別BGMに乗せて）「お聞きの放送は『MHK』。『MHK』。お聞きの放送は『MHK』。国民のための私の放送、『茂木放送協会』です。80.0MHzに乗せてお届けしています。『MHK』。『茂木放送協会』です。いいえ、受信料はいりません」と言う。

最後に、「時刻は深夜の12時30分を回っています。お聞きの放送は『DI:GA_茂木放送協会』。茂木淳一です。」でオープニングトークが始まる。

### コーナー
前半ではゲストを迎えてトークをする。後半は「DI:GAチケットインフォメーション」として、様々なチケットの先行販売等をする。

### その他
番組内では、「こちらは、『茂木放送協会』、『MHK』。…」というジングルが随時流れる。

## 放送時間
2014年4月 - 2016年3月 
- 土曜 24:30 - 25:00

2010年4月 - 2014年3月
- 土曜 26:00 - 26:30

2008年10月 - 2010年3月
- 金曜 26:00 - 26:30